# Saturnia latemarginata
Saturnia latemarginata är en fjärilsart som beskrevs av Barend J. Lempke 1960. Saturnia latemarginata ingår i släktet Saturnia och familjen påfågelsspinnare. Inga underarter finns listade.